# 新胡桃
新 胡桃（あらた くるみ、2003年11月23日-）は、日本の小説家。

## 人物・経歴
大阪府生まれ。東京都在住。2020年に 「星に帰れよ」で第57回文藝賞優秀作を史上2番目の若さで受賞。

## 作品リスト

### 単行本
- 『星に帰れよ』（河出書房新社、2020年11月。ISBN 978-4-309-02931-3）
  - 星に帰れよ - 『文藝』2020年冬季号
- 『何食わぬきみたちへ』（河出書房新社、2023年1月。ISBN 978-4-309-03090-6）
  - 何食わぬきみたちへ - 『文藝』2022年夏季号

### 雑誌掲載作品
エッセイなど
- 「価値観の隔たりそのものを描く」(島本理生との対談)[3] - 『文藝』2020年冬季号
- 「覚悟、そしてアイドル」 - 『すばる』2021年2月号
- 「ほんとうのころし、ころされ」（町屋良平『ほんのこども』書評）[4] - 『文藝』2022年春季号
- 「涙涙是好日」 - 『群像』2024年4月号